# Le Cœur de O'Yama
Le Cœur de O'Yama (titre original : The Heart of O'Yama) est un film muet américain réalisé par D. W. Griffith, sorti en 1908.

## Synopsis
O'Yama venge la mort de l'homme qu'elle aime.

## Fiche technique
- Titre : Le Cœur de O'Yama
- Titre original : The Heart of O'Yama
- Réalisation : D. W. Griffith
- Scénario : D. W. Griffith, d'après la nouvelle éponyme[1] de Bret Harte et/ou de la pièce La Tosca de Victorien Sardou[2]
- Société de production et de distribution : American Mutoscope and Biograph Company[3]
- Photographie : Arthur Marvin
- Pays de production:  États-Unis
- Format[4] : Noir et blanc - Muet - 1,33:1 ou 1,37:1[2] - 35 mm[2],[5]
- Longueur de pellicule : 881 pieds (269 mètres[5])
- Durée : 15 minutes (à 16 images par seconde)[4]
- Date de sortie : 18 septembre 1908

## Distribution
Les noms des personnages proviennent de l'Internet Movie Database.
- Florence Lawrence : O'Yama
- D. W. Griffith : un valet de pied
- Harry Solter : l'espion
- George Gebhardt : l'amoureux de O'Yama[2],[6]
- Mack Sennett : un valet de pied[2],[6]

## Autour du film
Les scènes du film ont été tournées le 14 août 1908 dans le studio de la Biograph à New York.

### Source
Sauf mention contraire cet article est établi à partir du livre D.W. Griffith - Le Cinéma, de Patrick Brion et Jean-Loup Passek - p.95.
- Jean-Loup Passek et Patrick Brion, D.W. Griffith : Le Cinéma, Paris, Cinéma/Pluriel - Centre Georges Pompidou, 1982, 216 p. (ISBN 978-2-86425-035-7, LCCN 83119331)